# Alison Wylie
 (octobre 2019).
Si vous disposez d'ouvrages ou d'articles de référence ou si vous connaissez des sites web de qualité traitant du thème abordé ici, merci de compléter l'article en donnant les références utiles à sa vérifiabilité et en les liant à la section « Notes et références ».
Alison Wylie est une féministe philosophe des sciences canadienne.
Elle est attachée à l'université de Washington à Seattle (été et printemps) et à l'université de Durham (automne)[Quand ?]. Elle est connue pour son travail relatif aux questions épistémologiques et sa pratique de l'archéologie ainsi que pour ses recherches en sciences sociales. Spécialiste d'épistémologie sociale et de la théorie du point de vue, elle publie les résultats de ses travaux en éthique de la recherche (en) en archéologie.

## Biographie

### Formation
Alison Wylie a suivi son cursus de premier cycle à l'Université Mount Allison. Elle obtient ses MAs en philosophie et anthropologie et un Ph.D. en philosophie de l'université d'État de New York à Binghamton.

### Carrière
Avant d'enseigner à l'université de Washington, elle a enseigné à l'université Washington de Saint-Louis (1998–2003), l'université Columbia (2003–2005) et à l'Université Western Ontario (1985–1998). 
Elle a aussi reçu en 1995 un prix de reconnaissance présidentiel du Society of American Archevists, pour son travail comme co-chaires pour le comité d'étique en archéologie qui mit en place les bases d'étique en archéologie qui sont utilisées par le SAA (Society for American Archaeology),. 
Wylie a aussi été rédactrice en chef pour Hypatia, un journal sur la philosophie féministe, de 2008 a 2013. 

## Publications

### Livres
- Material Evidence, Learning from Archaeological Practice, coédité avec Robert Chapman, Routledge, Londres, 2015.
- Value-Free Science? Ideals and Illusions, coédité avec Harold Kincaid et John Dupré, Oxford University Press, Oxford, 2007.
- Thinking From Things: Essays in the Philosophy of Archaeology, University of California Press, Berkeley CA, 2002.
- Ethics in American Archaeology: Challenges for the 1990s, coédité avec Mark J. Lynott, Society for American Archaeology Special Report Series, Washington D.C., 1995. 2e édition révisée, Ethics in American Archaeology, Society for American Archaeology, Washington D.C., 2000.
- Breaking Anonymity: The Chilly Climate for Women Faculty, coédité avec des membres du Chilly Collective, Wilfrid Laurier University Press, Waterloo Ontario, 1995.
- Equity Issues for Women in Archaeology, coédité avec Margaret C. Nelson et Sarah M. Nelson, Archaeological Papers of the American Anthropological Association, no 5, Washington D.C., 1994.

### Numéros spéciaux et symposiums
- Philosophy of Social Science Roundtable Annual Special Issues of Philosophy of the Social Sciences, coédité avec James Bohman and Paul A. Roth, and local Roundtable hosts; since 30.1 (mars 2000).
- Women in Philosophy: The Costs of Exclusion et Epistemic Justice, Ignorance, and Procedural Objectivity (éditrice), Hypatia 26.2 (2011).
- Feminist Legacies/Feminist Futures, Hypatia 25th Anniversary Special Issue, coédité avec Lori Gruen, Hypatia, 25.4 (2010).
- A More Social Epistemology: Decision Vectors, Epistemic Fairness, and Consensus in Solomon’s Social Empiricism, Perspectives on Science, 16.3 (2008).
- Doing Archaeology as a Feminist, Special Issue of the Journal of Archaeological Method and Theory, guest edited avec Margaret W. Conkey, Volume 14.3 (2007).
- Epistemic Diversity and Dissent, Special Issue of Episteme: Journal of Social Epistemology, guest editor, volume 3.1 (2006).
- Feminist Science Studies, numéro spécial de Hypatia, coédité avec Lynn Hankinson Nelson; Volume 19.2, hiver (2004).